# Радовичи (Владимирский район)
Ра́довичи (укр. Радовичі) — село в Павловской сельской общине Владимирского района Волынской области Украины.
До 2020 года входило в Иваничевский район.
Код КОАТУУ — 0721184601. Население по переписи 2001 года составляет 451 человек. Почтовый индекс — 45333. Телефонный код — 3372. Занимает площадь 9,2 км².